# Archéozoologie
L'archéozoologie est la discipline scientifique qui vise à reconstituer l'histoire des relations naturelles et culturelles entre l'homme et les espèces animales actuelles ou récemment éteintes. Elle couvre notamment les processus de domestication des animaux. Elle se distingue donc de la paléontologie, qui étudie les espèces animales ou végétales fossiles.
L'archéozoologie est à la croisée de deux disciplines scientifiques : l'archéologie et la zoologie. Faisant partie des archéosciences naturelles, elle regroupe différents domaines : la zooarchéologie (étude de l'archéologie animale), la paléozoologie qui s'intéresse à l'histoire des animaux et l'ostéoarchéologie, ou archéologie des ossements, qui ne concerne que les vertébrés.
L'archéozoologie a pour objet d'étudier les restes animaux (os, dents, cornes, etc.), afin de comprendre les relations que les groupes humains entretenaient avec eux dans le passé (chasse, domestication, élevage, etc.).

## Historique
Les bases modernes de cette discipline sont dues à Ludwig Rütimeyer. Elles ont été présentées dans un ouvrage écrit avec Hermann Christ et publié en 1861 : Die Fauna der Pfahlbauten in der Schweiz - Untersuchungen über die Geschichte der wilden und der Haus-Säugethiere von Mittel-Europa (La faune de l'époque des Maisons sur Pilotis en Suisse - Enquête sur l'Histoire des mammifères sauvages et domestiques d'Europe centrale) . La discipline s'est particulièrement développée au cours des années 1970.
En France, une nouvelle composante, dite Inventaires archéozoologiques et archéobotaniques de France, a été ajoutée par le Muséum national d'histoire naturelle à l'Inventaire national du patrimoine naturel (INPN).

## Méthodes

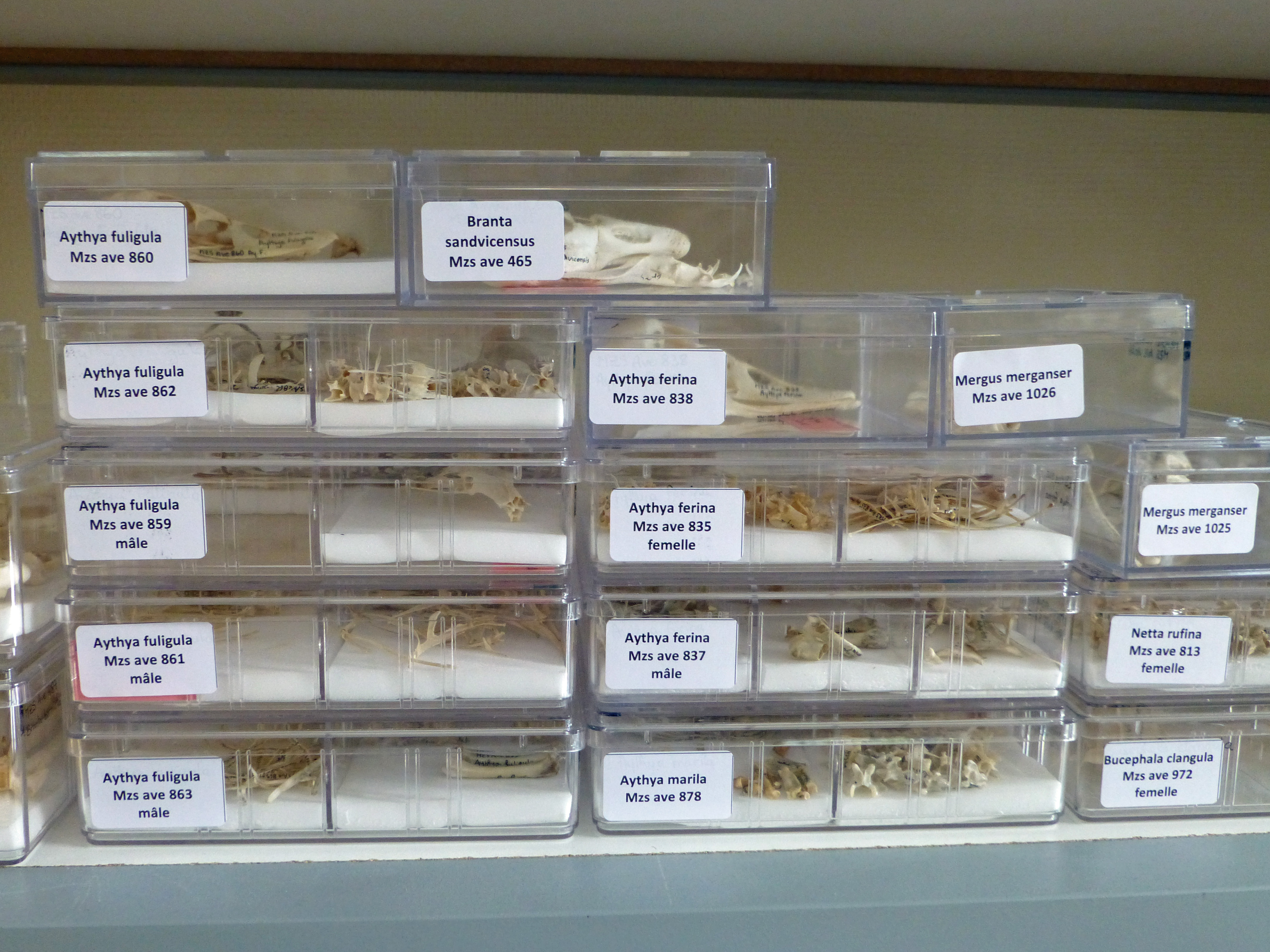
Éléments de squelettes du genre Aythya à l'ostéothèque du Musée zoologique de la ville de Strasbourg.

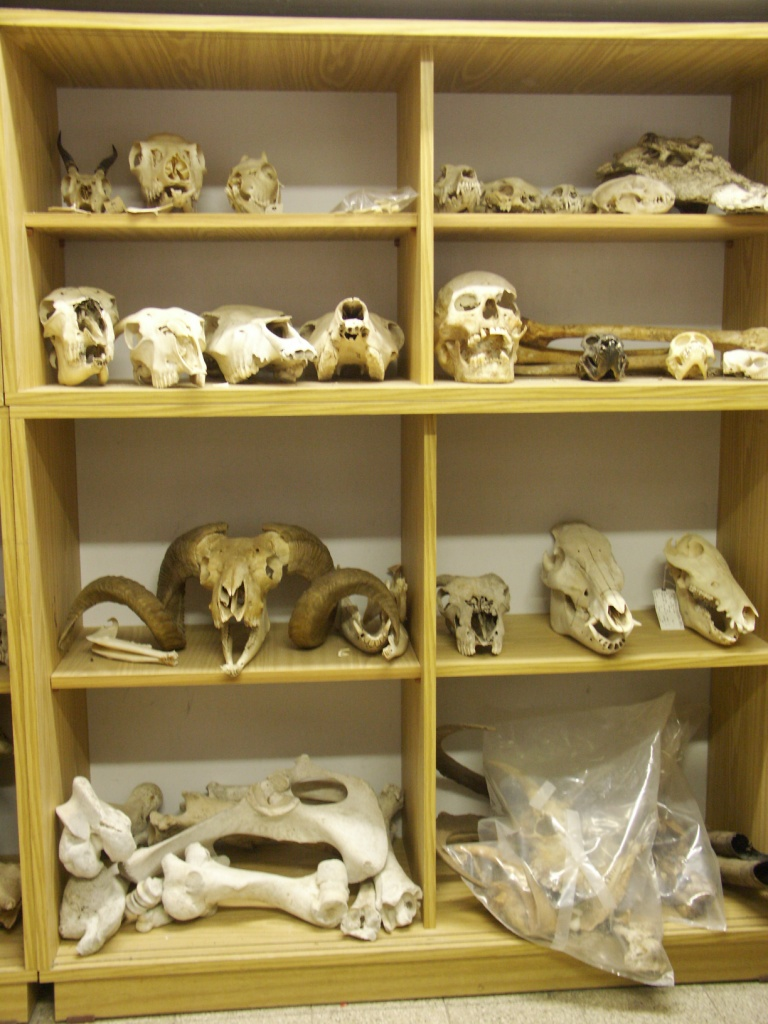
Collection de crânes et fragments animaux divers

L'archéozoologie met en œuvre un ensemble de techniques de lecture des informations fournies par les collections de vestiges animaux, essentiellement osseux, issus des sites archéologiques (caractéristiques macroscopiques, microscopiques et moléculaires), et par les données archéologiques qui leur sont associées (contextes chronologiques, spatiaux, fonctionnels).
L’apprentissage du métier d’archéozoologue commence par la maitrise du corps de l’animal. Il faut apprendre et comprendre chaque ossement pour pouvoir les identifier lors des fouilles archéologiques. Il faut observer tous les indices qui sont visibles grâce aux traces de découpe, de fracturation. Les collections archéozoologiques de référence sont des ensembles d'objets classés, dont la provenance et les caractéristiques biologiques sont connues, de telle manière qu'ils puissent servir, d'une part de référence actuelle pour les déterminations taxinomiques, anatomiques, sexuelles et ontogénétiques des vestiges animaux issus des sites archéologiques, et d'autre part de matériel pour les recherches méthodologiques visant à établir et à valider les techniques de l'archéozoologie (critères squelettiques, morphométrie, histologie, molécules fossiles, isotopes stables).
Sur le terrain, les ossements trouvés sont le plus souvent fragmentaires. En laboratoire, il faut identifier chaque type d'ossement. On réalise également des analyses à partir du sédiment mêlé aux ossements des animaux. On peut parfois isoler d'anciennes pathologies et les comparer à celles du présent. Les ossements animaux peuvent provenir des restes de repas humains, d’une maladie dans les élevages, ou d’un animal abattu dans le cadre d'un rituel religieux… Il faut également pouvoir déterminer pendant quelle saison ces animaux sont morts. Ensuite, il faut compter le NMI (nombre minimal d’individus), pour déterminer le nombre d’animaux présent sur le site. La taille des ossements peut aider à déterminer le sexe de l’animal. Certains os ont été façonnés pour produire des parures et ornements. Les ossements ont été très utilisés dans le passé et se conservent assez bien quand ils sont enfouis.

### Zooarchéologie par spectrométrie de masse
La zooarchéologie par spectrométrie de masse, ou ZooMS, est une méthode d'analyse du collagène qui permet d'identifier rapidement à quelle famille (voire genre ou espèce) appartient un fragment d'os. La méthode est rapide et ne requiert que très peu de matériel osseux (10–20 mg). Elle permet notamment d'identifier de petits fragments d'ossements humains qui seraient mélangés avec des milliers d'ossements animaux et qui seraient impossibles à discriminer visuellement.

## Sous-disciplines
Il existe de nombreuses spécialités de l'archéozoologie, comme la paléoparasitologie, l'archéoentomologie, l'archéomalacologie ou l'archéoichtyologie.

### Paléoparasitologie
La paléoparasitologie étudie les parasites conservés dans les sites archéologiques et paléontologiques afin de connaitre, comprendre et analyser les maladies qui touchaient nos ancêtres, et leur évolution au cours du temps. En France, le laboratoire Chrono-environnement (CNRS UMR 6249) héberge depuis 2009 la seule équipe de paléoparasitologie en France.

### Archéoentomologie
Cette science est une entomologie du Quaternaire. Elle permet :
- d'une part d'étudier l'impact des groupes humains sur leur environnement en analysant les perturbations subies par les insectes vivant à proximité d'anciens habitats ;
- d'autre part, de déterminer les modes de vie de nos ancêtres en analysant la composition des insectes contenus dans les sédiments anthropogéniques.

### Archéomalacologie
L'archéomalacologie est une spécialité récente étudiant les fossiles des mollusques afin de connaître les habitudes alimentaires et culturelles (colliers, ornements, etc.) de nos ancêtres, ainsi que l'évolution de l'impact des humains sur leur milieu naturel.

### Archéoichtyologie
L'archéoichtyologie consiste en l’analyse morphologique des restes osseux de poissons, mais aussi l’histologie et les analyses moléculaires de ces restes, ainsi que l’étude de l’outillage (hameçons, poids, morceaux de filets…) nécessaire à la pêche, voire l’étude des textes anciens en lien avec ce domaine.